# (3357) Tolstikov
(3357) Tolstikov – planetoida z pasa głównego asteroid okrążająca Słońce w ciągu 5 lat i 91 dni w średniej odległości 3,02 j.a. Została odkryta 21 marca 1984 roku w Obserwatorium Kleť w pobliżu Czeskich Budziejowic przez Antonína Mrkosa. Nazwa planetoidy pochodzi od Jewgenija Iwanowicza Tolstikowa (1913-1987), rosyjskiego meteorologa. Przed nadaniem nazwy planetoida nosiła oznaczenie tymczasowe (3357) 1984 FT.